# Кунихару Накамото
Кунихару Накамото (јап. 中本 邦治; 29. октобар 1959) бивши је јапански фудбалер.

## Каријера
Током каријере је играо за НКК.

## Репрезентација
За репрезентацију Јапана дебитовао је 1987. године. За тај тим је одиграо 5 утакмица.

## Статистика
| Јапан  | Јапан   | Јапан  |
| Година | Наступи | Голови |
| ------ | ------- | ------ |
| 1987.  | 5       | 0      |
| Укупно | 5       | 0      |